# Madigarahalli, Bangarapet
Madigarahalli là một làng thuộc tehsil Bangarapet, huyện Kolar, bang Karnataka, Ấn Độ.